# Hog wild
Hog wild is een livealbum van Radio Massacre International. Het is een cd-r in luxe uitvoering dan wel een normale compact disc in sobere uitvoering; hert verschil is niet meer te merken. Opnamen van dit livealbum zijn afkomstig van hun concerten te Leicester in het National Space Centre (13 maart) en Jay Taylor’s Night & Day te Manchester (14 maart). Gedurende het jaar wist de muziekgroep weer een platencontract af te sluiten. Cuneiform Records zou vanaf dan de reguliere uitgaven verzorgen.

## Musici
- Steve Dinsdale, Duncan Goddard, Gary Houghton – synthesizers, gitaar, basgitaar

## Muziek
Track 1 tot en met 4 Leicester, track 5 Manchester

| Nr. | Titel         | Duur  |
| --- | ------------- | ----- |
| 1.  | The music box | 18:32 |
| 2.  | Below zero    | 19:17 |
| 3.  | They go boom  | 9:11  |
| 4.  | Dirty work    | 8:43  |
| 5.  | Night owls    | 22:43 |